# NGC 2419
NGC 2419는 살쾡이자리 방향에 있는 구상성단이다. 1788년 12월 31일 윌리엄 허셜에 의해 발견되었다. NGC 2419는 약 30만 광년 거리에 있다. 지구에서 우리 은하의 중심까지의 거리는 3만광년이고 우리 은하의 지름이 약 10만 광년이므로 우리 은하의 경계 바깥에 위치한다고 볼 수 있지만 우리 은하의 중심을 따라 돌고 있다.
이전에는 우리 은하 주위를 공전하고 있지 않은 것으로 잘못 알려져 은하 사이의 방랑자(the Intergalactic Wanderer)라는 별명이 붙었었다. 그러나 실제로는 마젤란 은하보다 먼 궤도로 공전하고 있으며, 우리 은하의 일부로 여겨지고 있다. 궤도 거리가 긴 탓에, 공전 주기가 30억년 정도다.
M13 등의 유명한 구상성단에 비해 어둡다. NGC 2419의 등급은 9등급으로, 좋은 기상조건에서는 102mm 구경의 망원경으로 관측할 수 있다.
Leos Ondra는 NGC 2419가 안드로메다 은하에서 관찰할 경우에는 우리 은하의 디스그 바깥쪽에 위치하고, 가장 밝게 보일 것이라고 했다.